# Senoculus scalarum
Senoculus scalarum is een spinnensoort uit de familie Senoculidae. De soort komt voor in Argentinië.